# Натальская гимнура
Натальская гимнура (лат. Gymnura natalensis) — вид рода скатов-бабочек семейства гимнуровых отряда хвостоколообразных. Эти скаты обитают в субтропических водах южного побережья Африки. Ведут донный образ жизни, встречаются на глубине до 100 м. Грудные плавники скатов-бабочек образуют диск, ширина которого намного превосходит длину. Окраска дорсальной поверхности диска серого, зелёного или коричневого цвета с многочисленными тёмными пятнышками. Позади глаз расположены брызгальца. На хвосте имеется небольшой шип. Максимальная ширина диска 250 см. Эти скаты питаются костистыми рыбами и беспозвоночными. Размножение происходит путём яйцеживорождения. Эмбрионы развиваются в утробе матери, питаясь желтком и гистотрофом. Представляют незначительный интерес для коммерческого промысла, часто попадаются в качестве прилова. Ценятся рыболовами-любителями.

## Таксономия
Впервые новый вид был описан в 1911 году как Pteroplatea natalensis . Вид назван по месту обитания.

## Ареал
Натальские гимнуры являются эндемиками вод, омывающих южное побережье Африки. Они обитают у берегов Мозамбика, Намибии и ЮАР. Встречаются в прибрежной зоне на глубине 20—100 м. Предпочитают песчаное дно, заплывают в эстуарии.

## Описание
Грудные плавники скатов-бабочек сливаются, образуя ромбовидный диск. Они вытянуты в виде широких «крыльев», превосходящих длину диска почти в 2 раза. Рыло короткое и широкое с притуплённым кончиком. Позади глаз имеются брызгальца, задний край которых покрыт отростками. На вентральной стороне диска расположены довольно крупный изогнутый рот, ноздри и 5 пар жаберных щелей. Между ноздрями пролегает кожаный лоскут. Зубы мелкие, узкие и заострённые. Брюшные плавники маленькие и закруглённые.
Хвост короткий и тонкий. Хвостовой, анальный и спинные плавники отсутствуют. На конце хвостового стебля имеются дорсальный и вентральный гребни, а у основания расположен шип. Окраска дорсальной поверхности диска коричневого, серого или зелёного цвета с многочисленными тёмными пятнышками. Хвост полосатый. Вентральная сторона диска белая. Эти скаты способны быстро менять цвет, сливаясь с окружающим грунтом. Максимальная зарегистрированная ширина диска 250 см , а вес 82,6 кг.

## Биология
Натальские гимнуры держатся как поодиночке, так и большими группами. Подобно прочим хвостоколообразным скаты-бабочки размножаются яйцеживорождением. Эмбрионы развиваются в утробе матери, питаясь желтком и гистотрофом. Беременность длится около года. В помёте до 10 новорождённых длиной 38,2—46,8 см. Скаты-бабочки используют шип, расположенный на хвостовом стебле для защиты. Они охотятся на костистых рыб, крабов и полихет. Самцы и самки достигают половой зрелости при ширине диска 109,7 см и 146,2 см.

## Взаимодействие с человеком
Эти скаты представляют незначительный интерес для коммерческого рыболовства. Иногда они попадаются в качестве прилова при коммерческом промысле. Представляют интерес для рыболовов-любителей. Пойманных рыб, как правило, выпускают. Данных для оценки Международным союзом охраны природы статуса сохранности вида недостаточно